# کوزوبووا
کوزوبووا (به لاتین: Kozubová) یک کوه در جمهوری چک است که در کوشاریسکا واقع شده‌است. کوزوبووا ۹۸۲ متر بالاتر از سطح دریا واقع شده‌است.